# Satyrus ziara
Satyrus ziara är en fjärilsart som beskrevs av Talbot 1947. Satyrus ziara ingår i släktet Satyrus och familjen praktfjärilar. Inga underarter finns listade.